# IT MEDIA
IT Media est un groupe de presse, communication et marketing informatique. Il édite le magazine IT Pro Magazine. Deux autres publications ont été arrêtées en 2012 : System iNEWS et Exchange Magazine. Le groupe est aussi propriétaire du portail web www.iTPro.fr.

## Activités

### IT Pro Magazine
En février 2008, Windows IT Pro Magazine change de nom pour devenir IT Pro Magazine. Il s'agit d'un mensuel tiré à 12 000 exemplaires. Il est destiné aux professionnels des environnements Windows Server, des infrastructures virtualisées et du cloud computing.

### Exchange Magazine
Créé en novembre 2003, Exchange Magazine est un bimestriel tiré à 5 500 exemplaires. Il est consacré à l'environnement Exchange Server et s'adresse aux responsables informatiques chargés de leur gestion. Son dernier numéro est paru en mars 2012.

### System iNews
Ce mensuel était spécialisé dans les technologies de l'entreprise américaine IBM. Il était tiré à 5 000 exemplaires. Le premier numéro a été publié en janvier 2007. Son ancien nom, iSeries News, a été abandonné pour suivre l'évolution des appellations de la gamme IBM, de i Series à System i. Le dernier numéro est paru un juin 2012.

## Histoire
La société a été créée en 2002. Mr Christophe Rosset en est le  directeur de développement. Mme Terrey est directrice de la publication des trois magazines.
Les publications du groupe ont connu plusieurs changements de nom. En janvier 2002, Systems Journal, édité par la société D&S Communications fondée par Dominique Rosset, laisse place à deux magazines distincts : iSeries News et Windows & .Net Magazine. Ce dernier a évolué en Windows IT Pro Magazine en Janvier 2005, à la faveur d'une nouvelle formule. Jusqu’en février 2008, IT Media publiait également le bimestriel SQL Server Magazine. Les deux magazines ont été réunis sous le nom IT Pro Magazine.
Le bimestriel Exchange Magazine ne paraît plus depuis mars 2012. Tous les contenus sont aujourd'hui publiés dans IT Pro Magazine.
iSeries News a quant à lui été renommé en System iNews en 2007. Ce dernier a été stoppé en juin 2012. 